# Большесудаченское сельское поселение
Большесуда́ченское се́льское посе́ление — муниципальное образование в составе Руднянского района Волгоградской области.
Административный центр — село Большое Судачье.

## История
Большесудаченское сельское поселение образовано 21 декабря 2004 года в соответствии с Законом Волгоградской области № 969-ОД.

## Население
| 2010 | 2012  | 2013  | 2014  | 2015  | 2016 | 2017 |
| ---- | ----- | ----- | ----- | ----- | ---- | ---- |
| 1080 | ↗1083 | ↘1068 | ↘1044 | ↘1028 | ↘992 | ↘962 |
| 2018 | 2019  | 2020  | 2021  |       |      |      |
| ↘940 | ↘925  | →925  | ↘902  |       |      |      |

## Состав сельского поселения
| № | Населённый пункт | Тип населённого пункта       | Население |
| - | ---------------- | ---------------------------- | --------- |
| 1 | Большое Судачье  | село, административный центр | ↘902      |